# Step by Step (Whitney Houston)
Step by Step è un singolo della cantante statunitense Whitney Houston, estratto nel 1997 dalla colonna sonora del film Uno sguardo dal cielo. È una cover di un pezzo del 1992 di Annie Lennox.

## Tracce
1. Step by Step [Tony Moran Remix] (10:09)
2. Step by Step [Junior's Arena Anthem Mix] (11:50)
3. Step by Step [Soul Solution Diva Vocal Mix] (9:02)
4. Step by Step [K-Klassic Remix] (10:06)
5. Step by Step [Teddy Riley Remix] (4:32)
6. Step by Step [Album Version] (4:12)
7. Step by Step [Soul Solution Bass And Drum Dub] (2:40)
8. Step by Step [Junior's Deep Dub] (7:57)